# Suðuroy
Suðuroy (literalmente a ilha do sul) é a quarta maior e a mais meridional das Ilhas Faroés. Estende-se por 166 km². Em 2011, possuía 4 721 habitantes, mas tem havido um decréscimo gradual da sua população desde os anos 50.

## Geografia
O ponto mais alto de Suðuroy é a montanha de Gluggarnir (610 m), mas o cume mais famoso é, sem dúvida, o da montanha de Beinisvørð, a oeste de Sumba. Beinisvørð e a sua beleza têm sido elogiadas pela poesia do poeta local Poul F. Joensen (1899-1970).
As povoações de Suðuroy, de norte para sul, são:
- Sandvík (renascida no fim do século XIX)
- Hvalba
- Froðba
- Tvøroyri
- Trongisvágur
- Øravík
- Fámjin
- Hov
- Porkeri
- Vágur
- Akrar
- Lopra
- Sumba.

A povoação ancestral de Víkarbyrgi foi abandonada no fim dos anos 90. Akrarbyrgi, outra povoação, foi abandonada na idade média, rezando a lenda que os habitantes de Hørg, em Sumba, tinham os seus antepassados nesta povoação, situada na parte mais a sul da ilha
Foram iniciadas duas novas povoações em meados do século XX, Tjaldavík, numa baía a leste de Øravík, e Fámará, num vale a oeste de Vágur, mas acabaram ambas por ser abandonadas.

## Desporto

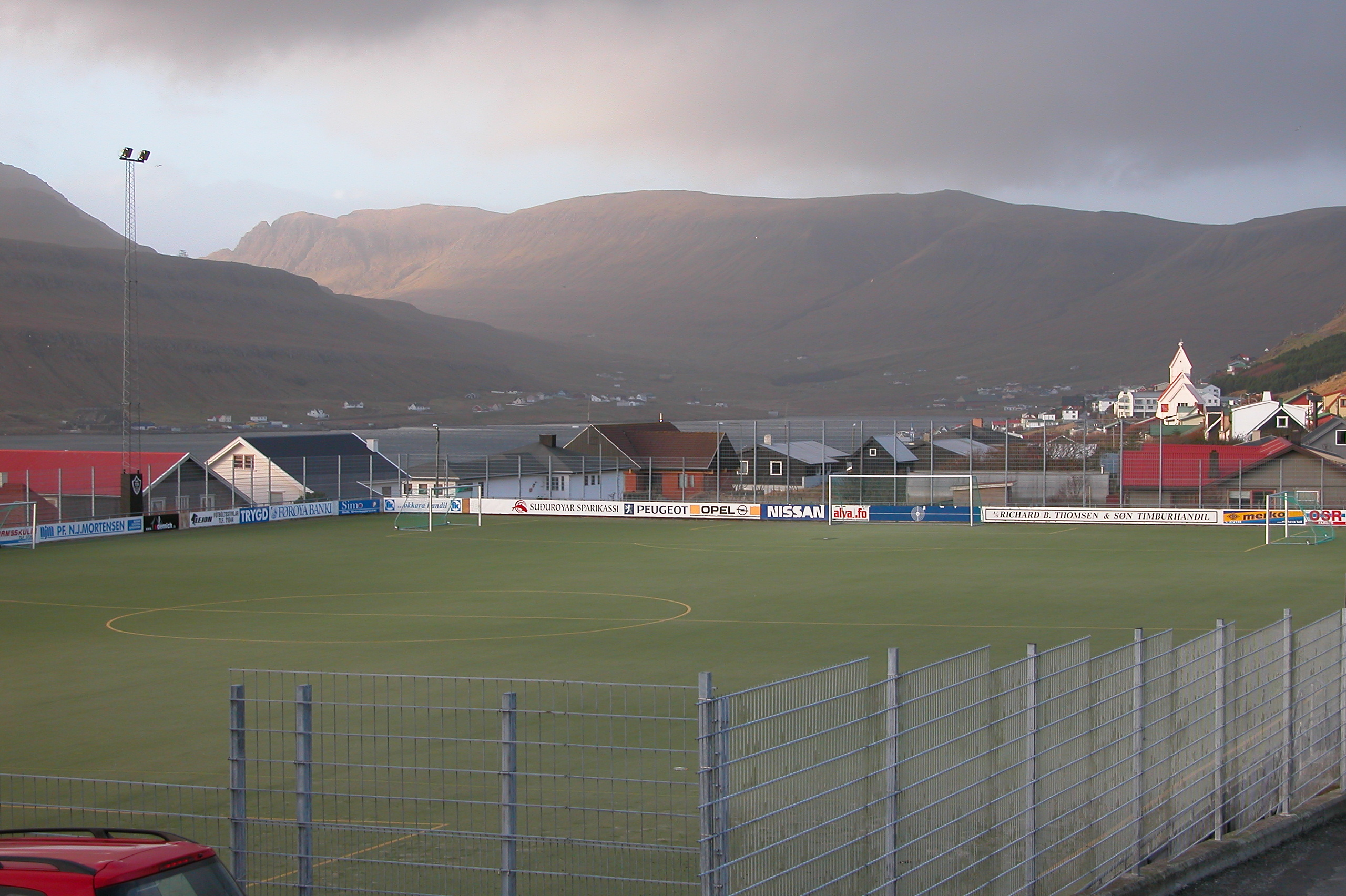
Arena desportiva, em Tvøroyri.

O clube desportivo mais antigo das Ilhas Faroés, o clube de futebol Tvøroyrar Bóltfelag (TB), foi fundado em Tvøroyri, em Abril de 1892, sendo o nono mais antigo clube de futebol do reino da Dinamarca.
Existem mais três clubes de futebol em Suðuroy, o Vágs Bóltfelag (VB), o Royn de Hvalba e o clube de futebol de Sumba. Todos estes clubes competem nas divisões faroesas de futebol e tanto o TB como o VB já ganharam o campeonato nacional, com 7 vitórias para o TB (datando a última de 1987) e uma vitória para o VB, em 2000. Mas, dados os insucessos recentes, existe actualmente um grande debate sobre a fusão dos quatro clubes.

## Turismo
Os visitantes de Suðuroy chegam de barco de Tórshavn. A travessia leva cerca de duas horas e, se o tempo estiver bom, a viagem é por si só uma experiência bela e fantástica. Existem vistas panorâmicas de 9 das 18 ilhas do arquipélago. Aparecem pela seguinte ordem: Streymoy, Nólsoy, Hestur, Koltur, Sandoy, Skúvoy, Stóra Dímun, Lítla Dímun e Suðuroy.
Ao passar pelas duas ilhas Dímuns, a costa de Suðuroy aparece no fundo.
É possível viajar de autocarro a partir do porto de Drelnes até Tvøroyri e até a todas as outras povoações da ilha.
A partir de Tvøroyri, é possível fazer uma caminhada agradável pelas montanhas, até a um vale chamado Hvannhagi. Existe uma vista interessante do vale e do mar no cimo do vale. Também é possível descer até ao vale, seguindo o trilho que aparece após o portão.
Tvøroyri e Vagur organizam à vez um festival denominado Joansøka. Pode ser descrito como uma versão mais pequena do Olavsøka, que decorre em Tórshavn. Realiza-se no fim de Junho.

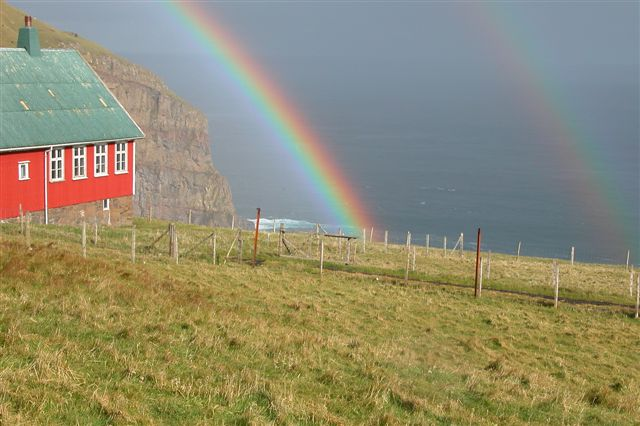
Arco-íris duplo em Akraberg
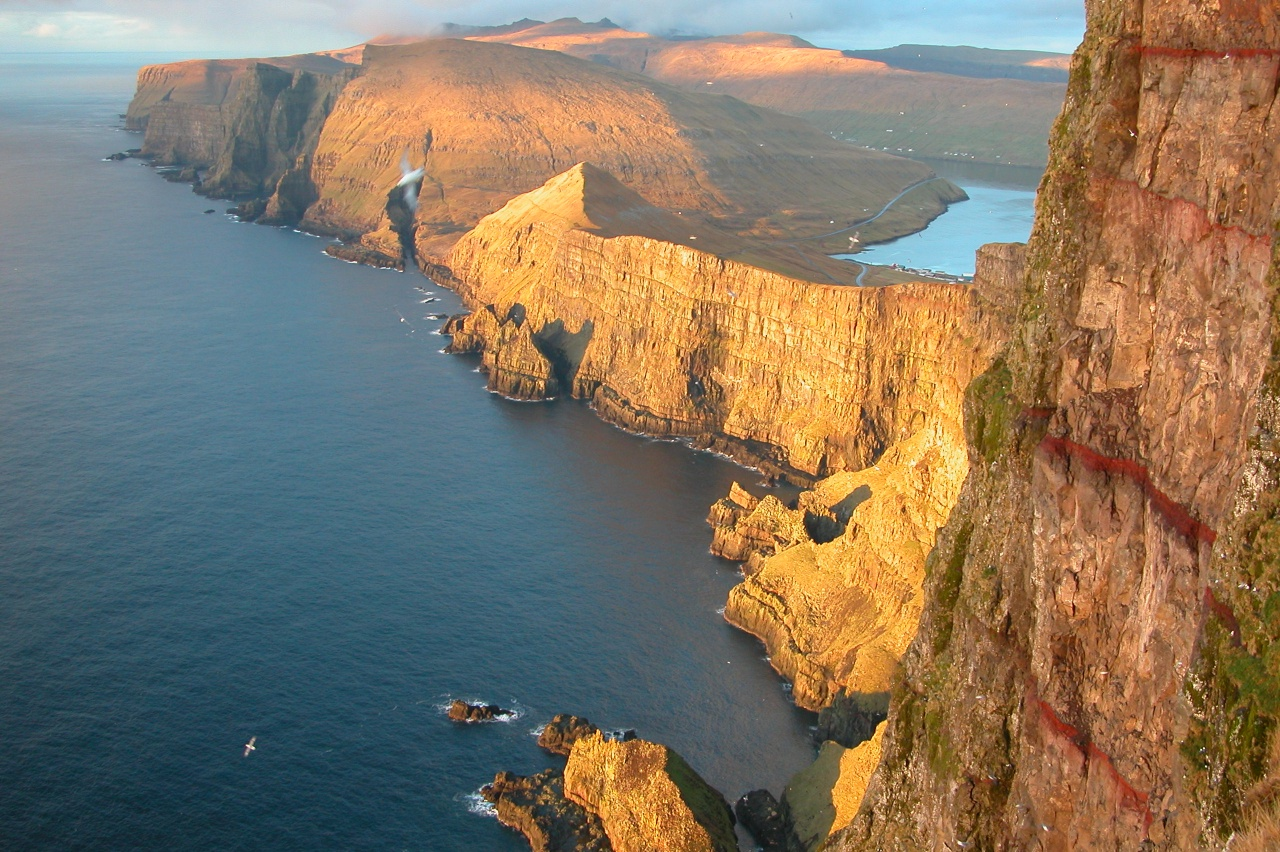
A costa ocidental de Suðuroy
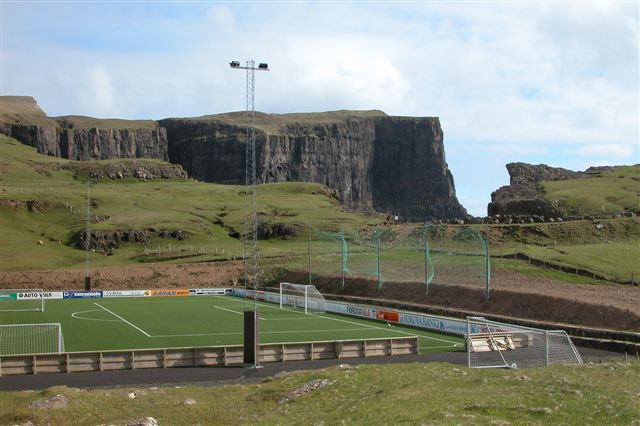
Estádio de futebol em Vágur
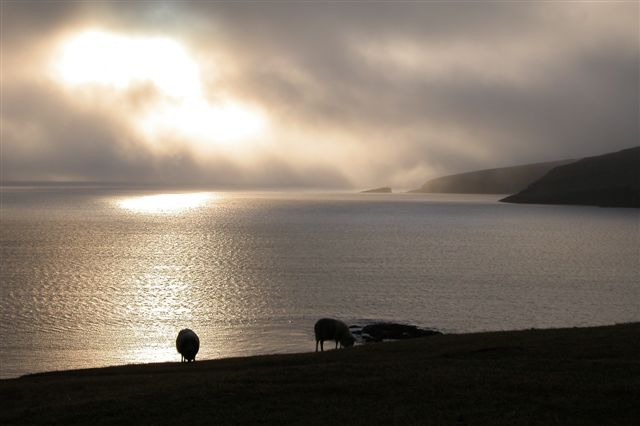
Porkeri
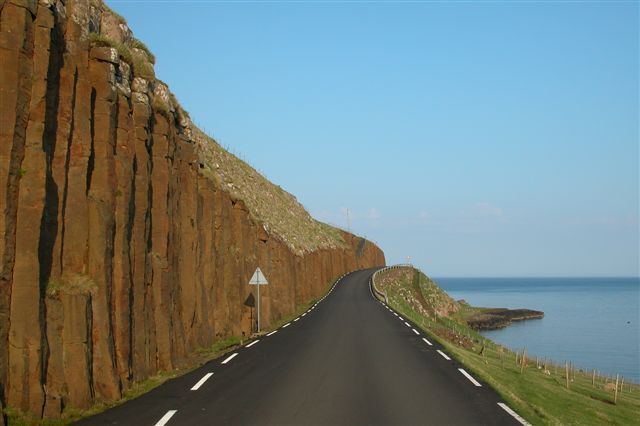
Basalto em Froðba
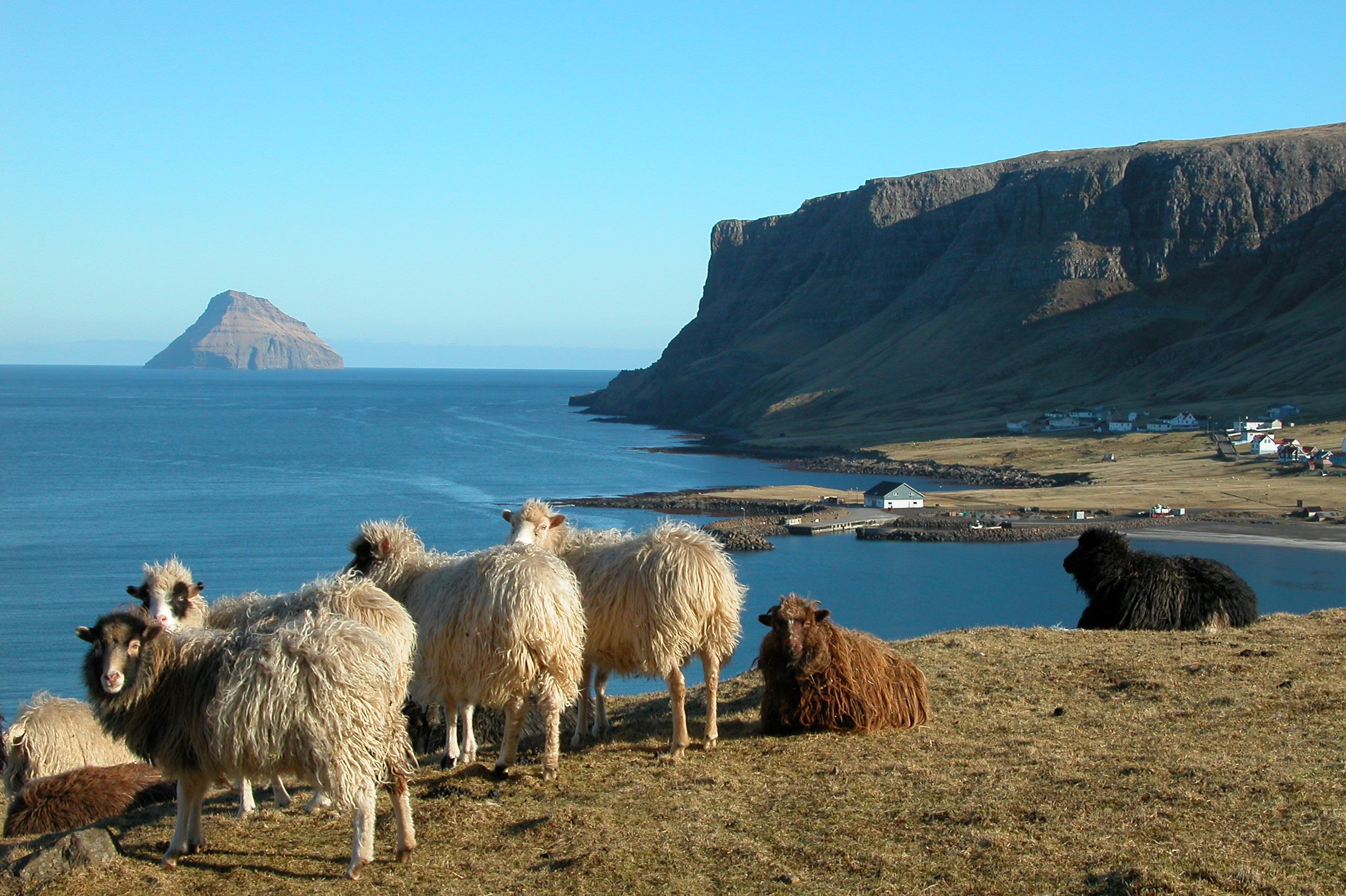
Hvalba e Lítla Dímun
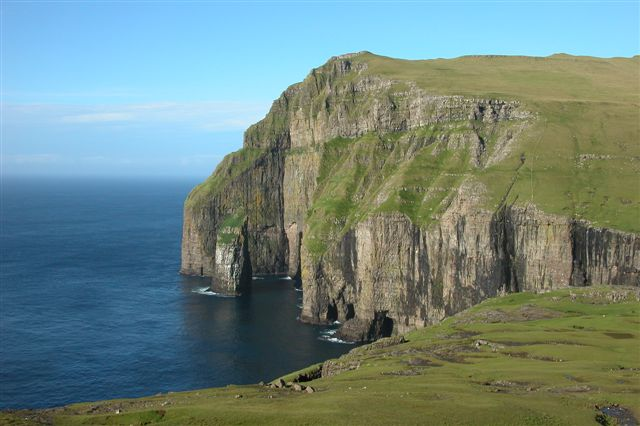
Ásmundurstakkur, a oeste de Sandvík
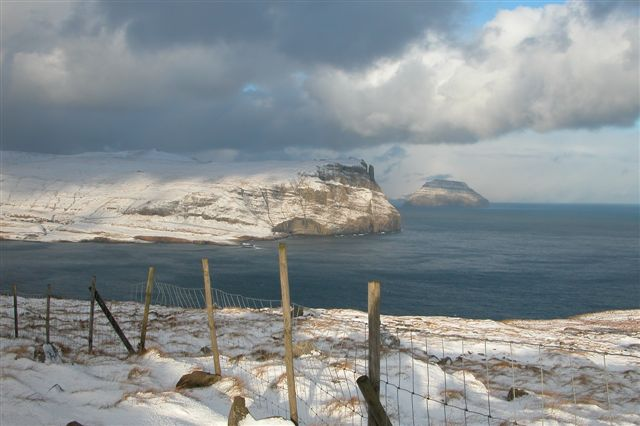
Inverno